# Swain (häst)
Swain, född 12 februari 1992, död 27 juli 2022, var ett engelskt fullblod, mest känd för att ha varit en av tre hästar som segrat i två upplagor av King George VI and Queen Elizabeth Stakes (1997, 1998).

## Bakgrund
Swain var en brun hingst efter Nashwan och under Love Smitten (efter Key To The Mint). Han föddes upp och ägdes inledningsvis av Sheikh Mohammed. Han ägdes senare av Godolphin Stables. Han tränades under sin tävlingskarriär av André Fabre i Frankrike och senare av Saeed bin Suroor i Storbritannien.

## Karriär
Swain tävlade mellan 1995 och 1998, och sprang in 3 797 566 dollar på 22 starter, varav 10 segrar, 4 andraplatser och 6 tredjeplatser. Han tog karriärens största segrar i King George VI and Queen Elizabeth Stakes (1997, 1998). Han segrade även i Prix du Lys (1995), Prix de Reux (1995), Grand Prix de Deauville (1995), Coronation Cup (1996), Prix Foy (1996) och Irish Champion Stakes (1998). Han kom även på andra plats i Grand Prix de Saint-Cloud (1996) och Dubai World Cup (1998), och på tredje plats i Prix de l'Arc de Triomphe (1995), Breeders' Cup Turf (1996) och Breeders' Cup Classic (1998).

### Tävlingskarriär

#### Tiden i Frankrike
Swain började sin tävlingskarriär i Frankrike 1995, där han segrade i sina första fem löp, bland annat Prix du Lys, Prix de Reux och Grand Prix de Deauville. I sin sista start under debutsäsongen startade han som andrafavorit Prix de l'Arc de Triomphe. Han slutade på tredje plats, slagen av endast Lammtarra och Freedom Cry.
Som fyraåring 1996 fortsatte han att tävla i Frankrike, och slutade trea i Prix Ganay, innan han skickades till Storbritannien, där han kom att ta sin första grupp 1-seger i Coronation Cup. Han slutade sedan tvåa i Grand Prix de Saint-Cloud och segrade i Prix Foy. Han kom även på fjärde plats i sin andra start i Prix de l'Arc de Triomphe, innan han skickades till Nordamerika för att starta i 1996 års Breeders' Cup Turf på Woodbine Racetrack. I löpet kom Swain på tredje plats efter Pilsudski och Singspiel. I slutet av säsongen 1996 flyttades Swain till Godolphins verksamhet och sattes i träning hos Saeed bin Suroor.

#### Flytt till Storbritannien
Som femåring 1997 besegrade Swain både Pilsudski och Helissio då han segrade i King George VI and Queen Elizabeth Stakes. Han segrade även i löpet året efter, vilket gjorde honom till den äldsta hästen att segra i löpet, och den första hästen att segra i löpet två år i rad sedan Dahlia (1973–74). Under säsongen 1998 segrade han i Irish Champion Stakes och slutade tvåa i Coronation Cup och Dubai World Cup. Han skickades därefter till USA för att starta i 1998 års Breeders' Cup Classic. I löpet kom han på tredje plats efter Awesome Again och Silver Charm. Starten i Breeders' Cup Classic blev hans sista i tävlingskarriären.

### Avelskarriär
Swain stallades upp som avelshingst på Shadwell's Kentucky Farm 1999, och flyttades senare till Ascot Stud i Ontario 2013. Swain fick inga större framgångar som avelshingst och hans avelsavgift sänktes från 35 000 dollar till 4 000 dollar under tiden i Kanada. Han blev far till 13 stakesvinnare, bland annat:
- Dimitrova (Flower Bowl Invitational Stakes) Gr-1.
- Nasheej (May Hill Stakes) Gr-2.
- Muqbil (Greenham Stakes) Gr-3.

Swain pensionerades från avelstjänst i oktober 2011 och återfördes till Shadwell i Kentucky. 2022 flyttades han till Old Friends Equine som en del av ett nedskärningsprogram efter att Shadwells ägare Sheikh Hamdan bin Rashid Al Maktoums avlidit. 
Swain avlivades den 27 juli 2022 på grund av ålderdomssjukdomar.

## Stamtavla
| Efter Nashwan (USA) 1986      | Blushing Groom (FR) 1974    | Red God       | Nasrullah      |
| Efter Nashwan (USA) 1986      | Blushing Groom (FR) 1974    | Red God       | Spring Run     |
| Efter Nashwan (USA) 1986      | Blushing Groom (FR) 1974    | Runaway Bride | Wild Risk      |
| Efter Nashwan (USA) 1986      | Blushing Groom (FR) 1974    | Runaway Bride | Aimée          |
| Efter Nashwan (USA) 1986      | Height of Fashion (GB) 1979 | Bustino       | Busted         |
| Efter Nashwan (USA) 1986      | Height of Fashion (GB) 1979 | Bustino       | Ship Yard      |
| Efter Nashwan (USA) 1986      | Height of Fashion (GB) 1979 | Highclere     | Queen's Hussar |
| Efter Nashwan (USA) 1986      | Height of Fashion (GB) 1979 | Highclere     | Highlight      |
| Undan Love Smitten (CAN) 1981 | Key to the Mint (USA) 1969  | Graustark     | Ribot          |
| Undan Love Smitten (CAN) 1981 | Key to the Mint (USA) 1969  | Graustark     | Flower Bowl    |
| Undan Love Smitten (CAN) 1981 | Key to the Mint (USA) 1969  | Key Bridge    | Princequillo   |
| Undan Love Smitten (CAN) 1981 | Key to the Mint (USA) 1969  | Key Bridge    | Blue Banner    |
| Undan Love Smitten (CAN) 1981 | Square Angel (CAN) 1970     | Quadrangle    | Cohoes         |
| Undan Love Smitten (CAN) 1981 | Square Angel (CAN) 1970     | Quadrangle    | Tap Day        |
| Undan Love Smitten (CAN) 1981 | Square Angel (CAN) 1970     | Nangela       | Nearctic       |
| Undan Love Smitten (CAN) 1981 | Square Angel (CAN) 1970     | Nangela       | Angela's Niece |